# Oleandra zapatana
Oleandra zapatana är en ormbunkeart som beskrevs av David Bruce Lellinger. Oleandra zapatana ingår i släktet Oleandra och familjen Oleandraceae. Inga underarter finns listade.